# Castello di Laudegg
Il castello di Laudegg detto anche Laudeck (Burg Landeck in tedesco), è un castello medioevale che sorge presso Ladis, un comune nel distretto di Landeck, nel Tirolo (Austria). Dall'altra parte della valle dell'Oberinn si trova il castello Berneck a Kauns.

## Posizione
Il castello di Laudegg si trova ai piedi delle Alpi del Samnaun e sorge su una sporgenza verticale di ardesia sopra la valle dell'Oberinn ad un'altitudine di 1.176 metri (3.858 piedi) sul livello del mare.

## Storia
La torre residenziale, alta 21 metri, fu costruita nell'Alto Medioevo lungo il percorso dell'antica strada romana via Claudia Augusta dal conte von Ulten e viene documentata per la prima volta nel 1239. Tuttavia, un funzionario ministeriale locale di "Laudeck" (una forma precedente di Laudegg) è documentato residente ancora prima (1232) nel diario di corte del duca Otto von Andechs a Innsbruck. Il castello fu sede amministrativa della Corte d'Alta Corte (Laudeck Court) fino al XVII secolo e cadde gradualmente in rovina quando la sede amministrativa si trasferì a Ried nell'alta valle dell'Inn.
Nel 1406 gli abitanti dell'Alta valle dell'Inn si unirono alla rivolta dei contadini dell'Appenzello sotto la guida di Ital Reding il Vecchio. Ladis fu bruciato, il castello e il castello Steinegg, che fungevano da fortificazione (sopra il Tullenfeld salendo dal ponte Pontlatz) furono distrutti. Negli anni successivi furono effettuate solo le riparazioni più necessarie; fu solo sotto l'imperatore Massimiliano I d'Asburgo, interessato anche all'Oblader Sauerbrunn, che il castello fu nuovamente leggermente ampliato, ma i fondi promessi non furono approvati.
È documentato già nel 1551 che il custode di Laudeck risiedeva nel castello di Sigmundsried (costruito a partire dal 1471) e che il castello veniva utilizzato solo come magazzino o deposito di armi. Johann Freiherr von Spaur rilevò Laudegg e Naudersberg per un deposito di 25.000 fiorini. Dopo la sua morte nel 1689, ne ereditò la figlia Maria Ursula, che sposò Guidobaldo von Welsperg, cavaliere di corte nel 1693.
Laudeck vanta probabilmente la posizione più spettacolare tra tutti i castelli del Tirolo. La torre residenziale e il palazzo sorgono sul bordo più esterno di un enorme costone roccioso che degrada quasi verticalmente verso sud fino al fondo della valle dell'Inn. A nord e ad ovest il castello è facilmente raggiungibile da Ladis. Lo stagno che si trova tra la città e il castello era già menzionato nel libro di pesca di Massimiliano I d'Asburgo. Esso serviva come acqua di pesca per i custodi e i depositanti. Il centro del complesso è la possente torre residenziale. La sua pianta è rettangolare (circa 11 x 14 m). La torre alta 21 m copriva il lato d'attacco a ovest e la porta del castello. Le sue pareti hanno uno spessore compreso tra 1,7 e 2 m. La muratura regolare è realizzata con cura e giuntata con malta. I bordi della parete sono costituiti da blocchi alternati di tufo rossastro. Nonostante la sua altezza, l'edificio presenta al suo interno solo due signorili piani residenziali. L'ingresso alto originario era al primo piano sul lato nord-est. A sud-est una porta ad arco immette in una galleria. Il lato di attacco della torre residenziale è quasi privo di aperture di luce. Solo nel seminterrato è presente una feritoia successiva e una stretta feritoia appena sotto la merlatura. Notevoli sono le tre finestre romaniche ad arco binato con cornice in pietra sul fronte ovest. Tuttavia, è stato conservato solo un originale. Gli altri due furono ristrutturati nella seconda metà del XX secolo. Le loro cornici e le colonne centrali sono in tufo.
Nel XVII secolo furono intrapresi ulteriori lavori di restauro, ma l'edificio rimase fatiscente e cadde definitivamente in rovina con l'abbandono delle corti di tutela.  Nel 1940, il futuro regista Harald Reinl e suo fratello Kurt acquistarono ciascuno metà delle rovine per 1.000 Reichsmark e la famiglia, con il padre Hans Reinl, iniziò il restauro. Nel 1964 vendettero il castello per 46.000 marchi tedeschi al musicologo Willi Apel, che fece eseguire un restauro completo. Dopo la morte di Apel il castello passò alla famiglia von Moeller, che ne è proprietaria dal 2024. Il castello è aperto alle visite una volta alla settimana nei mesi di luglio e agosto.

## Sfondo cinematografico
Il borgo di Ladis e il castello hanno un ruolo da protagonista nel film "Bergkristall" del 1949 (all'epoca premiato con la Palma d'Oro). Il regista Harald Reinl, un discendente della famiglia che acquistò il castello nel 1940 e iniziò a restaurarlo. Basato su un romanzo dell'autore austriaco Biedermeier Adelbert Stifter, "Bergkristall' racconta di una faida di villaggio che porta due bambini a scappare di casa. Quando vengono finalmente ritrovati dal figlio di un contadino sospettato di omicidio (ma innocente) e riportati a casa la vigilia di Natale.